# Georg Stengel (Popsänger)
Georg Stengel (* 18. September 1993) ist ein deutscher Popsänger.

## Werdegang
Stengel wuchs in Jüterbog mit zwei älteren Schwestern und zwei jüngeren Brüdern auf. Er besuchte die Oberschule in Jüterbog. Er begann eine Ausbildung zum Kfz-Mechatroniker, die er aber abgebrochen hat, um eine Musikerkarriere verfolgen zu können. Seine Single Mars erreichte 2020 für 15 Wochen die Deutsche Singlecharts und wurde zudem auf Bravo Hits 110 veröffentlicht.

## The Voice of Germany
2015 war er das erste Mal Kandidat bei in der 5. Staffel von The Voice of Germany. Dort scheiterte er knapp, weil alle Musikerteams schon voll waren. Auf Einladung der Produktionsfirma nahm er deshalb auch an der 6. Staffel teil.
Stengel sang in der Staffel 6 von The Voice of Germany in den Blind Auditions das Lied Pocahontas von AnnenMayKantereit. Andreas Bourani und Michi Beck zusammen mit Smudo von der Hip-Hop-Band Die Fantastischen Vier wollten ihn in ihrem Team haben. Er entschied sich für Michi und Smudo. In der Battle Round schied er mit dem Lied Dein Hurra von Bosse jedoch aus.

## Diskografie

### Singles
- Holterdiepolter mit Anstandslos & Durchgeknallt (2018, Sony Music, DE: Gold)
- Ich brauch dich nicht mit Anstandslos & Durchgeknallt (2019, Nitron Music)
- Mars (2020, Universal Music)
- Mars (Duett Version) mit Julia Beautx (2020, Universal Music)
- Mein Zuhause (2020, Universal Music)
- Glaubst du an mich (2021, Universal Music)
- Höher, weiter, schneller (2021, Universal Music)
- Athen (2021, Universal Music)
- Mitten in der Nacht (2022, Universal Music)

### Remixes
- Holterdiepolter (Extended Mix) mit Anstandslos & Durchgeknallt (2019, Sony Music)
- Holterdiepolter (LIZOT Remix) mit Anstandslos & Durchgeknallt (2019, Sony Music)
- Mars (Jerome & DIZE Remix) (2019, Sony Music)
- Mein Zuhause (Dayo Akustik Remix) (2020, Universal Music)
- Mein Zuhause (VIZE Remix) (2020, Universal Music)
- Mein Zuhause (HBz Remix) (2020, Universal Music)

## Auszeichnungen für Musikverkäufe
Anmerkung: Auszeichnungen in Ländern aus den Charttabellen bzw. Chartboxen sind in ebendiesen zu finden.
| Land/RegionAuszeichnungen für Musikverkäufe (Land/Region, Auszeichnungen, Verkäufe, Quellen) | Gold     | Platin | Verkäufe | Quellen           |
| -------------------------------------------------------------------------------------------- | -------- | ------ | -------- | ----------------- |
| Deutschland (BVMI)                                                                           | 2× Gold2 | —      | 400.000  | musikindustrie.de |
| Insgesamt                                                                                    | 2× Gold2 | —      |          |                   |